# Maja. Historia pewnej Hinduski
Maja. Historia pewnej Hinduski – powieść indyjskiej pisarki Nirmali Moorthy wydana po angielsku (Maya) w 1997 roku, w Polsce w 2002 roku w tłumaczeniu Moniki Nowakowskiej przez Wydawnictwo Akademickie DIALOG.
W książce tej na tle historii rodziny tamilskich braminów rozgrywa się dramat dorastających córek walczących z ojcem surowo trzymającym się zasad religii o uznanie dla swoich potrzeb i uczuć. W książce pokazano też z dużym realizmem:
- aranżowanie małżeństwa (w tym problem negocjowania posagu)
- hinduski ślub
- obrzęd hinduskiego pogrzebu
- problem emancypacji kobiet
- problem dziewczynek zabijanych w obawie przed rujnującymi rodzinę kosztami posagu i wesela
- problem dyskryminacji wdów
- wyrównywanie szans dla niedotykalnych
- Delhi 1984 po śmierci Indiry Gandhi, sikhijskie tło tej śmierci, pogrom na sikhach dokonywany na oczach biernej policji, sikhijski odwet w postaci terroryzmu.

Część pierwsza książki, Unicestwienie (z mottem z Bhagawadgity 7.15: Tak omotani demonami, że zatraceni w bezrozumie przeobrażają się w demony) przedstawia relacje w rodzinie, w której despotyczny, ściśle przywiązany do religii hinduskiej ojciec decyduje o losach swoich trzech dorosłych córek i syna.
Część druga, Wybawienie (z mottem z Bhagawadgity 4.11 Gdziekolwiek zdąża, idzie za mną, w którąkolwiek stronę ruszy, kroczy ku mnie) pokazuje historię najmłodszej córki Mai, która wyrwawszy się z ograniczających ją zasad rodziny przeżywa swoje zawody i fascynacje w relacjach z mężczyznami, budując w pracy swoją niezależność finansową i społeczną. Tytułowe wybawienie oznacza nie tylko uniezależnienie się od nacisku rodziców, ale i uwolnienie z wynikającej z żalu nienawiści i zbudowanie relacji rodzinnych na zasadach miłości, która pozwala na wolność.

## Bohaterowie
- Lokanath Ajer, głowa rodziny, tamilski bramin, surowo przestrzegający zasad swojej wiary, utrzymujący żonę w całkowitym posłuszeństwie, narzucający swoją wolę czwórce dorosłych dzieci, decydujący o wyborze wykształcenia, małżonka, o niedopuszczalności rozwodu
- Somath, brat Lokanatha, bardziej liberalny, pomagający dzieciom Lokanatha nawet wbrew jego woli
- Nalini, żona Somatha, pomocna rodzinie, czy to przy ślubach, czy pogrzebach
- Margada, siostra Lokanatha, wdowa (poślubiona jako dziecko, nigdy nie doświadczyła małżeństwa), ściśle przestrzegająca zasad czystości religijnej podczas jedzenia, zamęczająca tym rodzinę u której żyje (15 lat u Somatha, potem u Lokanatha), zgorzkniała z powodu losu wdowy w tradycyjnym hinduskim wydaniu (obcięte włosy, brak ozdób, skromny posiłek tylko raz dziennie, na marginesie życia, w cieniu na spotkaniach rodzinnych, modlitwami odpokutowująca fatum jakie przyniosła mężowi, przekonana, że swoją karmą ponosi winę za jego śmierć
- Gomati, żona Lokanatha - zawsze podporządkowana mężowi, mówiąca na granicy słyszalności; od problemów ucieka w migreny; w depresji z powodu rodzinnej tragedii nie jest w stanie podołać obowiązkom utrzymania domu; odradza się pod przewodnictwem guru i w opiece nad wnukiem
- Gita, najstarsza córka Gomati i Lokanatha - podziwiana za piękno śpiewu, szkoląca swój głos; o jej losie zdecyduje ojcowska odmowa małżeństwa z wybranym przez nią mężczyzną
- Priya, średnia córka Gomati i Lokanatha - zgodnie z wolą ojca uczy się umiejętności przydatnych kobiecie, a nie wybranych przez siebie; latami czeka na ślub z powodu odrzucania ofert przez ojca; w wyniku zaaranżowanego małżeństwa bierze ślub z Premem i zamieszkuje w domu jego despotycznej matki i zgorzkniałej siostry Kantie; matka Amrita, bardzo zaprzyjaźniona z siostrami
- Gopal, syn Gomati i Lokanatha - student, potem inżynier w Kalkucie; najpierw buntuje się jawnie przeciwko ojcu, potem dyplomatycznie, po cichu nie urażając go przeprowadza swoją wolę, coraz lepiej rozumiejąc ojca i pomagając zrozumieć go najmłodszej siostrze, Mai
- Maja, najmłodsza córka Gomati i Lokanatha - tytułowa bohaterka, z trzech najmniej podporządkowana ojcu. Sukcesy w nauce są dla niej drogą do wyrwania się z rodzinnego domu. Patrząc na to jak posłuszeństwo wobec ojca wpłynęło na los sióstr odchodzi z domu ryzykując opinię tej, która przynosi hańbę. Odrzuciwszy wbrew woli ojca aranżowane małżeństwo podejmuje prace (nie do przyjęcia dla kobiety), sama decyduje o swym losie ryzykując naruszenie wartości, w których ją wychowano.
- Dżabanaj, pomoc domowa rodziny Ajerów, żona pijaka, matka pięciorga dzieci, podczas kolejnych dramatów i strat wsparcie w rodzinie dla Gity, Gomati i Mai, przejmuje prowadzenie domu i opiekę nad Mają podczas depresji Gomati
- Frances, amerykańska przyjaciółka Mai, znają się ze szkoły, zachwycona kulturą Indii, pomaga Mai spojrzeć z boku na wartości cenione w jej rodzinie
- nabab Raszid, mimo wywłaszczenia właściciel wielu hoteli i muzułmański arystokrata zainteresowany Frances
- Lyle Warner, amerykański przyjaciel Raszida, ceniony w towarzystwie playboy, oczarowuje z dala od rodziny zażywającą wolności Maję
- Mark Preston, szorstki w obyciu, surowy szef Mai w Komisji ONZ do spraw Rozwoju
- Mohinder Singh, sikh uratowany przez Maję i Marka podczas rzezi na sikhach w Delhi, w odwecie za zamach w 1984 roku na Indirze Gandhi dokonany przez jej sikhijskich ochroniarzy w odpowiedzi za atak na Golden Temple w Amritsarze, święte miejsce, które stało się centrum terrorystów walczących o uniezależnienie Pendżabu, o ustanowienie sikhijskiego państwa Khalistanu

## Miejsca akcji
- Mumbaj – w centrum uwagi dramat Gity
- Delhi, Nasik, Kaszmir, Bengaluru, Haridwar – szczególny akcent na los Priyi
- Ćennaj, Delhi, Mahabalipuram, Bangkok – miejsca związane z historią, o której stara się decydować Maja
- Mumbaj, Delhi, Kalkuta – historia Gopala